# Buddy Knox
Buddy Wayne Knox (* 20. Juli 1933 in Happy, Texas; † 14. Februar 1999 in Bremerton, Washington) war ein US-amerikanischer Sänger und Songwriter, der vor allem durch seinen Rockabilly-Nummer-eins-Hit „Party Doll“ bekannt wurde.

## Biografie
Knox wurde in der kleinen Bauerschaft Happy in Texas geboren. Schon als Kind lernte er, Gitarre zu spielen. Als Teenager gründete er mit einigen Freunden von der High School eine Band, die sie Rhythm Orchids nannten. 1956 traten sie in einer Hörfunksendung gemeinsam mit dem ebenfalls aus Texas stammenden Roy Orbison auf, der ihnen vorschlug, den Musikproduzenten Norman Petty in seinem Studio in Clovis (New Mexico) aufzusuchen.
Knox und seine Band nahmen in Pettys Studio drei Lieder auf. Eins davon war „Party Doll“, das er gemeinsam mit seinem Bassisten Jimmy Bowen geschrieben hatte. Zwei der aufgenommenen Songs wurden 1956 von der kleinen texanischen Plattenfirma Triple-D herausgebracht, „Party Doll“ auf der A-Seite und „I'm Stickin' With You“ von Jimmy Bowen auf der B-Seite. Die Single wurde im nordtexanischen Panhandle und rund um Lubbock (Texas) ein regionaler Erfolg. Daraufhin erwarb Roulette Records die Rechte an den Aufnahmen und veröffentlichte Anfang 1957 „Party Doll“ mit der neuen B-Seite „My Baby's Gone“ unter der US-Katalognummer 4002. Die Single platzierte sich am 23. Februar 1957 erstmals in den Charts, hielt sich 23 Wochen in der Hitparade und löste am 20. März 1957 Tab Hunters „Young Love“ an der Spitze der US-Hitparade ab. In den Rhythm&Blues-Charts notierte Knox mit „Party Doll“, das Platz 3 erreichte, und seinem zweiten Hit „Hula Love“, Platz 13.
Der Titel „Party Doll“ wurde im Jahre 1957 mehrfach gecovert. Die erfolgreichste Coverversion war von Steve Lawrence, der Titel erreichte Platz 10 der „Top 100“-Charts. Zwei weitere Versionen konnten sich 1957 in den Charts platzieren: Die instrumentale Version von Wingy Manone And His Orchestra erreichte Platz 56 der „Top 100“-Charts, Roy Browns Version landete auf Platz 89 der „Top 100“-Charts und auf Platz 14 der R&B-Best-Seller-Charts.
Die folgende Single „Rock Your Little Baby to Sleep“ war weniger erfolgreich, sie erreichte Platz 23 der „Top 100“-Charts. Seinen zweiten und letzten Top-Ten-Erfolg hatte Knox mit dem Titel „Hula Love“, das in der ursprünglichen Version schon Ende der 1940er Jahre von Leadbelly aufgenommen wurde. Peter Kraus coverte den Titel für den deutschsprachigen Schallplattenmarkt, seine Single „Hula Baby“ erreichte in den deutschen Singlecharts 1958 Platz 1. Mit „Somebody Touched Me“ hatte Knox 1958 noch einmal für Roulette Records einen respektablen Hit, der auf Platz 22 der „Hot 100“-Charts landete.
Seit Januar 1959 wurden auf den Plattenveröffentlichungen die Rhythm Orchids nichts mehr erwähnt. Nachdem die Plattenerfolge deutlich nachließen, wechselte Knox Mitte 1960 zur Plattenfirma Liberty Records. Er hatte bei Liberty 1961 einen weiteren Top-40-Hit in den USA, „Lovey Dovey“, eine Coverversion des R&B-Hits der Clovers aus dem Jahre 1954. Auch seine letzte Notierung in den Charts im Frühsommer 1961, „Ling-Ting-Tong“, war eine Coverversion eines Doo-Wop-Klassikers. Nachdem er nach 1961 keine Erfolge auf dem Popmusikmarkt mehr hatte, wandte er sich der Country-Musik zu. In Großbritannien brachte er 1962 die Single „She’s Gone“ in die Top 50.
Knox nahm bis 1964 Platten für Liberty Records auf, war 1965 und 1966 bei Reprise Records unter Vertrag, wo lediglich vier Singles erschienen. Nach einer Pause erschienen von 1968 bis 1971 auf United Artists Records noch sieben Singles und ein Album. Bis Anfang der 1980er Jahre erschienen Platten auf dem Label Sunny Hill Records. Charterfolge hatte Buddy Knox nach 1961 nicht mehr.
Buddy Knox starb 1999 an Lungenkrebs. Sein Grab befindet sich auf dem Friedhof Dreamland Cemetery in Canyon (Texas).